# خدمة الهاتف المحمول

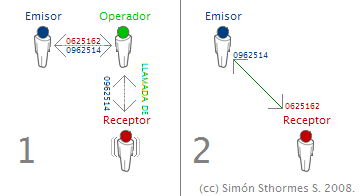

كانت خدمة الهاتف المحمول (MTS) عبارة عن نظام راديو عالى التردد ما قبل الخلوي يرتبط بشبكة الهاتف العمومية التبديلية (PSTN). كانت خدمة الهاتف المحمول المكافئ للهاتف اللاسلكي لخدمة الاتصال الهاتفي الأرضي.
كانت خدمة الهاتف المحمول واحدة من أقدم معايير الهواتف المحمولة. تم مساعدة المشغل في كلا الاتجاهين، وهذا يعني أنه إذا تم استدعاء أحد من خط أرضي، سيتم توجيه المكالمة إلى مشغل للهاتف المحمول، والذي سيوجهها إلى هاتف الشخص. وبالمثل، لإجراء مكالمة خارجية، كان على المرء أن يمر عبر مشغل الهاتف المحمول، الذي سيطلب رقم الهاتف والرقم الذي سيتم الاتصال به، ثم يقوم بإجراء المكالمة.

## روابط خارجية
- أول هواتف سيارات ، تم استرجاعها في 2010 6 ديسمبر